# Oligia conjuncta
Oligia conjuncta là một loài bướm đêm trong họ Noctuidae.